# Ха-Шахар
Ха-Шахар (ивр. הַשַּׁחַר‎ — утренняя заря) — журнал на иврите, выходивший в Вене в 1868—1886 годах. С 1868 до 1885 года редактором журнала был писатель и публицист Перец Смоленскин. После его смерти в 1885 году последние 4 номера журнала вышли под редакцией его брата Леона Смоленскина, после чего журнал перестал выходить.

## Общие сведения
Как уже было упомянуто, журнал «Ха-Шахар» выходил в Вене, и это несмотря на то, что большинство читателей журнала проживало в Российской империи, хотя были у журнала читатели в Галиции и Румынии. Журнал выходил в Вене потому что в России трудно было получить разрешение на издание журнала. Поэтому «Ха-Шахар» выходил в Вене. Бывали случаи, когда российская цензура не пропускала отдельные статьи, которые редактор хотел напечатать. И тогда эти статьи посылались подписчикам под видом частных писем. Хотя журнал был популярен и публикации, напечатанные в нем, вызывали немалый интерес, тем не менее финансовое положение журнала было трудным и для этого было две причины. Иврит был литературным языком традиционной еврейской культурной элиты, но она составляла меньшинство. Большинство простых евреев владело ивритом недостаточно. Но и у людей знавших иврит и интересующихся культурой на иврите не всегда было достаточно средств для того, чтобы подписаться на журнал. И часто бывало так, что несколько семей подписывались на один экземпляр журнала. Таким образом «Ха-Шахар» имел больше читателей чем подписчиков. Это вынуждало редактора журнала просить пожертвования у частных лиц и еврейских организаций. Эти пожертвования помогали выпускать журнал, но его финансовое положение было тяжёлым.

## Публицистика в журнале «Ха-Шахар»
Перец Смоленскин был не только писателем, но и публицистом. Он создал национальное направление в системе еврейского просвещения (на иврите «хаскала» השכלה). В своих статьях Смоленскин утверждал, что евреи не только религиозная группа, но и нация, а иврит является общим языком евреев, живущих в разных странах. Перец Смоленскин подверг резкой критике тех немецких евреев, которые утверждали, что евреи не нация, а лишь религиозная общность. Однако, будучи сторонником национального движения Смоленскин в 70-е годы все же не считал, что развитие еврейского национального движения должно быть связано с переселением в страну Израиля. Но в 1879 году в журнале была опубликована статья Бен-Иехуды, в которой тот утверждал, что возрождение языка иврит невозможно без возвращения евреев на их историческую родину в страну Израиль. После еврейских погромов в России в 1881 году Смоленскин примкнул к еврейскому национальному движению за возвращение в страну Израиля. В 80-е годы это движение называлось «Любящие Сион» (на иврите «Ховевей Цион» חובבי ציון). Термин сионизм стал употребляться в 90-е годы. Помимо публицистических статей самого Переца Смоленскина и Бен-Иехуды (ставшего борцом за возрождение иврита в качестве разговорного языка) в журнале также печатались стать и Мойше Лилиенблюма — радикального просветителя и одного из деятелей еврейского национального движения.

## Литературный раздел журнала
В журнале печатали романы редактора журнала Переца Смоленскина. Были напечатаны также первые произведения Ицхака Лейбуша Переца, ставшего классиком еврейской литературы на иврите и на идиш. С журналом «Ха-Шахар» также сотрудничал один из наиболее известных в то время поэтов писавших на иврите — Иехуда Лейб Гордон. Печаталась также проза писателя Мордехая Бродштедтера и Реувена Ашера Браудеса.

## Иудаика(наука об иудаизме) в журнале «Ха-Шахар»
Значительное место в журнале занимали статьи об иудаике или, как еще называют, науке об иудаизме. В этом разделе были опубликованы статьи наиболее известных авторов. Среди них Щломо Раппорт — один из основоположников науки об иудаизме, автор биографий выдающихся еврейских законоучителях раннего средневековья. Печатались также статьи Шмуэля Луццато-поэта, переводчика и одного из основателей современной иудаике. Для науки об иудаизме особенно важны исследования Шмуэля Луццато об арамейских переводах библии и об еврейской средневековой поэзии на иврите. В 60-е годы 19-го века наука об иудаизме начала развиваться и в России. И в журнале печатались статьи Аврахама Гаркави (Альберта Яковлевича) — востоковеда, семитолога и одного из первых исследователей истории российского еврейства. Также печатались статьи Хаима Гурлянда, много сделавшего для исследований рукописей, хранившихся в петербуржской публичной библиотеке.